# Notacja spektroskopowa
Notacja spektroskopowa – sposób zapisu stanów elektronu w atomie. Podobna notacja bywa też stosowana w analizie innych stanów związanych cząstek, na przykład nukleonów w jądrze. Zapis spektroskopowy ma postać:
{\displaystyle n{}^{2s+1}L_{j},}
gdzie:
n - główna liczba kwantowa,
2s+1 - krotność stanu (np. s=0 singlet, s=1/2 dublet, s=1 tryplet),
L - orbitalny moment pędu (odpowiednik literowy),
j = l±s - całkowity moment pędu
Podpowłokom numerowanym przez orbitalną liczbę kwantową l przyporządkowane są kolejno litery: "s", "p", "d", "f", "g", "h", ...

## Przykład
{\displaystyle 2{}^{3}F_{2}}
gdzie: n = 2, l = 3, s = 1, j = 2